# Ferhat Çulcuoğlu
Ferhat Çulcuoğlu (* 9. August 1987 in Birecik) ist ein türkischer Fußballspieler.

## Karriere

### Verein
Çulcuoğlu begann mit dem Vereinsfußball in der Jugend von Kuşadasıspor und wechselte 1999 in die Jugend von Fenerbahçe Istanbul. 2005 wechselte er mit einem Profivertrag versehen zum Drittligisten Turgutluspor. Dort spielte er drei Spielzeiten lang und wechselte im Sommer 2008 zum Viertligisten Göztepe Izmir. Bereits am Ende seiner ersten Saison stieg er mit diesem Verein als Meister der TFF 3. Lig in die TFF 2. Lig auf. Zwei Jahre nach diesem Erfolg erreichte er mit Göztepe die Meisterschaft der TFF 2. Lig und damit den Aufstieg in die TFF 1. Lig.
Im Anschluss an diesen Erfolg wurde sein auslaufender Vertrag nicht verlängert und so wechselte Çulcuoğlu zum Sommer 2011 zum Zweitligisten TKİ Tavşanlı Linyitspor. Da sein auslaufender Vertrag nicht verlängert wurde, heuerte er für die kommende Saison beim Zweitligisten Istanbul Büyükşehir Belediyespor an. Ohne ein Pflichtspiel für Istanbul BB absolviert zu haben, wechselte Çulcuoğlu zwei Monate später zum Ligakonkurrenten Bucaspor.

### Nationalmannschaft
Çulcuoğlu spielte das erste Mal für die türkische Jugendnationalmannschaft während einer U19-Begegnung gegen die walisische U-19. Insgesamt spielte er neunmal für die U-19-Nationalmannschaft seines Landes.

## Erfolge
Mit Göztepe Izmir
- Meister der TFF 3. Lig und Aufstieg in die TFF 2. Lig: 2008/09
- Meister der TFF 2. Lig und Aufstieg in die TFF 1. Lig: 2010/11

Mit MKE Ankaragücü
- Meister der TFF 2. Lig und Aufstieg in die TFF 1. Lig: 2016/17

Mit Altay İzmir
- Meister der TFF 2. Lig und Aufstieg in die TFF 1. Lig: 2017/18